# Коджаман, Ариф
Ари́ф Коджама́н (тур. Arif Kocaman; род. 14 сентября 2003, Кютахья) — турецкий футболист, защитник клуба «Кайсериспор».

## Клубная карьера
Коджаман — воспитанник клубов «Тавшанлы Линьитспор» и «Сакарьяспора». 2 мая 2021 года в матче против «Этимисгут Беледиспора» он дебютировал во Второй лиге Турции в составе последнего. В начале 2022 года Коджаман перешёл в «Кайсериспор». 14 мая в матче против «Ени Малатьяспора» он дебютировал в турецкой Суперлиге. В 2023 года поединке против «Фенербахче» Ариф забил свой первый гол за «Кайсериспор».